# チェシャー
チェシャー（英: Cheshire、[ˈtʃɛʃər, -ɪər]）は、イギリスのノース・ウェスト・イングランドにある典礼カウンティ。北西でマージーサイドと、北東でグレーター・マンチェスターと、東でダービーシャーと、南東でスタッフォードシャーと、南でシュロップシャーと、西でウェールズのフリントシャーおよびレクサムとそれぞれ隣接し、北西のディー川河口部で短い海岸線を有する。最大の町はウォリントン、州都（カウンティタウン）はチェスター。
面積は2,344平方キロメートル、人口は約110万人。南部および東部は大部分が農村部だが、北部は人口稠密で、ランコーン、ウィドネス、エルズミーア・ポートといった町がある。地方行政上はチェシャー・イースト、チェシャー・ウェスト・アンド・チェスター、ハルトン、ウォリントンの4つの単一自治体からなる。かつてはウィラル半島の全域とグレーター・マンチェスターの南部、ダービーシャーの北部もチェシャーの一部であったが、他方でウィドネスとウォリントンはもともとチェシャーには含まれていなかった。
州内は大部分がチェシャー平原という平野部で、そのなかをチェシャー中部丘陵が連なっている。西はウィラル半島の南部、東はペナイン山脈のふもとにあたり、州の一部はピーク・ディストリクト国立公園に指定されている。マージー川が北部を流れて河口部にいたり、ディー川はウェールズとの州境となっている。地質的には三畳紀の砂岩がほとんどで、かつては建材に使用されていた。
ダニエル・クレイグ、ティム・カリー、ピート・ポスルスウェイトといった俳優の出身地として、チェシャーは世界の大衆文化に影響をおよぼしてきた。スポーツ選手としてはロッククライミングのショーナ・コクシー、ボクシングのタイソン・フューリー、陸上競技のポーラ・ラドクリフなどがいる。作家のルイス・キャロル、ジョン・ビショップやベン・ミラーといったコメディアン、ゲイリー・バーロウ、イアン・カーティス、ハリー・スタイルズといったミュージシャンも同じくチェシャー出身である。農業と化学工業が盛んで、特にチェシャー・チーズや塩、絹の生産は有名である。

## 交通

### 鉄道

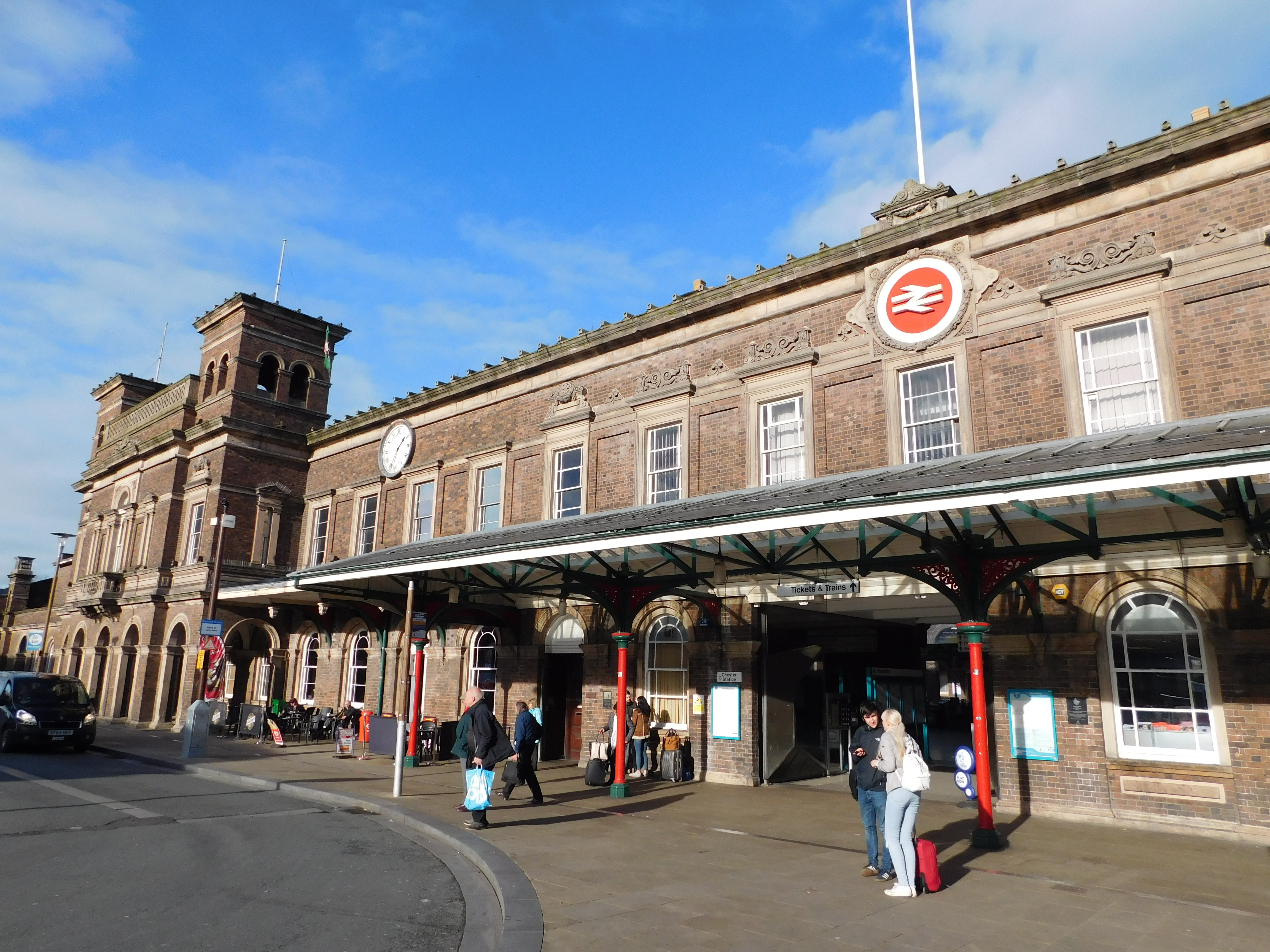
チェスター駅（2017年11月）

ウェスト・コースト本線が州内を縦断しており、ロンドンとスコットランドを結ぶ本線を通る列車は州南部のクルー駅と北部のウォリントン・バンク・キー駅に停車する。このほか、リバプール支線ではクルー駅とランコーン駅が、マンチェスター支線ではクルー駅とマクルズフィールド駅が停車駅となっている。中心となる駅は下記の通り。
- クルー駅（チェシャー最大の駅） - ロンドンのユーストン駅、グラスゴー・セントラル駅、エディンバラ・ウェイヴァリー駅、マンチェスター・ピカデリー駅、リヴァプール・ライム・ストリート駅（ウェスト・コースト本線経由）へ向かう列車が発着する。ウェールズやミッドランズ方面（バーミンガム、ストーク、ダービー）にも向かうことができる。
- ウォリントン・セントラル駅およびウォリントン・バンク・キー駅 - マンチェスター・ピカデリー駅、チェスター駅、リヴァプール・ライム・ストリート駅へ向かう郊外路線と、北ウェールズ、ロンドン、スコットランド、ヨークシャー、東海岸、イースト・ミッドランズへ向かう急行列車が発着する。
- チェスター駅 - リヴァプール・セントラル駅へ向かう都市路線、マンチェスターやウォリントン、レクサム・ジェネラル、チェシャー農村部へ向かう郊外路線、スランディドノ、ホリーヘッド、バーミンガム、ウェスト・ミッドランズ、ロンドン、カーディフへ向かう急行列車が発着する。2019年5月からリーズ便も加わった。

州東部では、マクルズフィールド駅がアヴァンティ・ウェスト・コースト、クロスカントリー、ノーザン・トレインズが乗り入れる主要駅となっている。マンチェスターから南部へ向かう列車の多くが同駅に停車する。ウィラル半島のネストンには、バイズトンとレクサムを結ぶボーダーランズ線の駅が置かれている。

### 道路

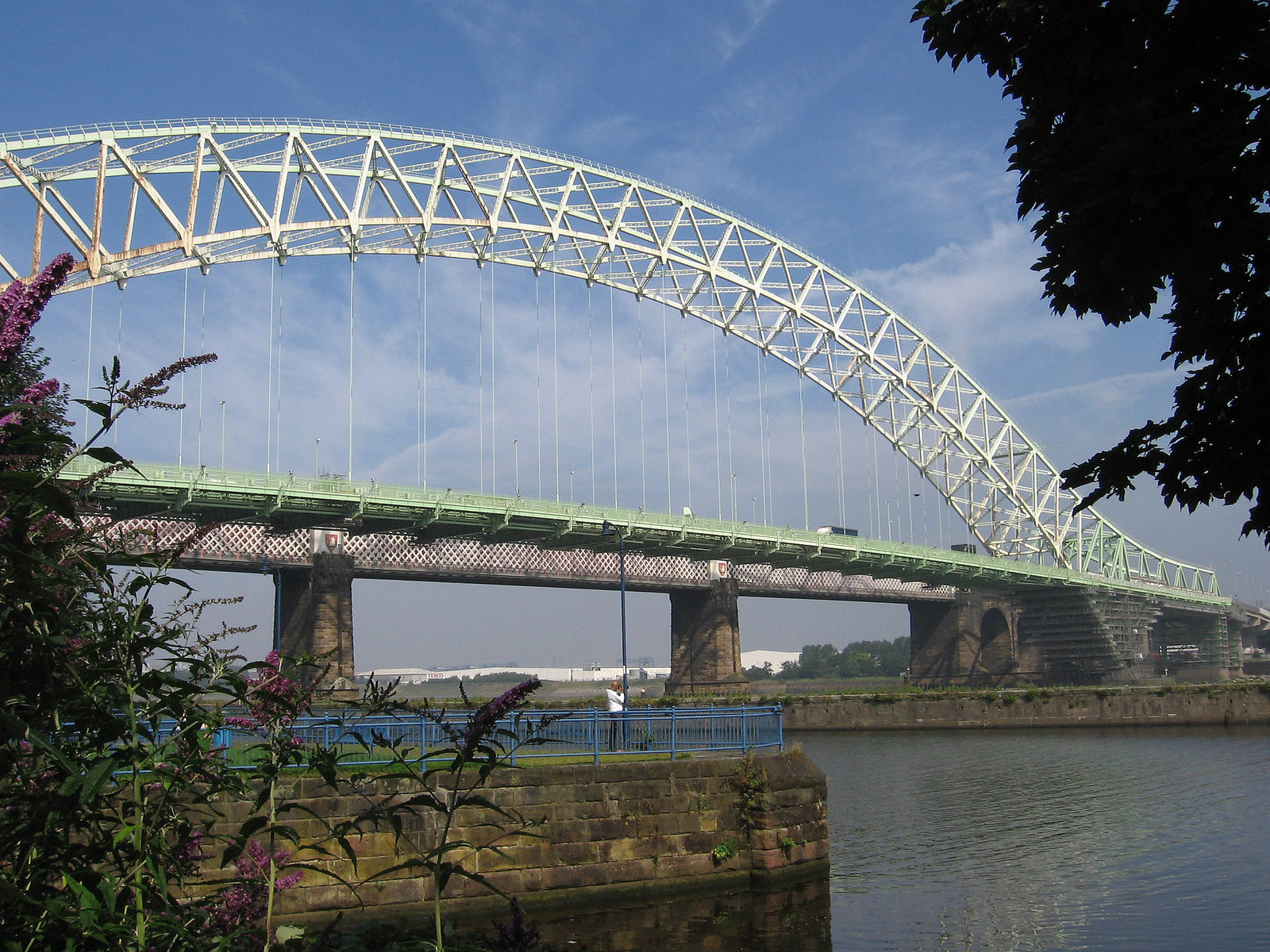
シルバー・ジュビリー橋（2012年8月）

チェシャーの道路網は5,499平方キロメートルにおよぶ。このうち、4路線の高速道路 (M6, M62, M53, M56) が344キロメートルを占める。州内には23のインターチェンジと4か所のサービスエリアがある。M6高速道路のテルウォール高架橋は、毎日14万台の車両が通行する。
主なバス事業者にはD&Gバス、ステージコーチ・チェスター・アンド・ウィラル、ネットワーク・ウォリントンなどが挙げられる。このほか、アライヴァ・バシーズ・ウェールズ、エイミーズ・トラベル、ハイ・ピーク、ファースト・グレーター・マンチェスターといった州外の事業者も州内で完結する路線や州内外を結ぶ路線を運行している。

### 水運

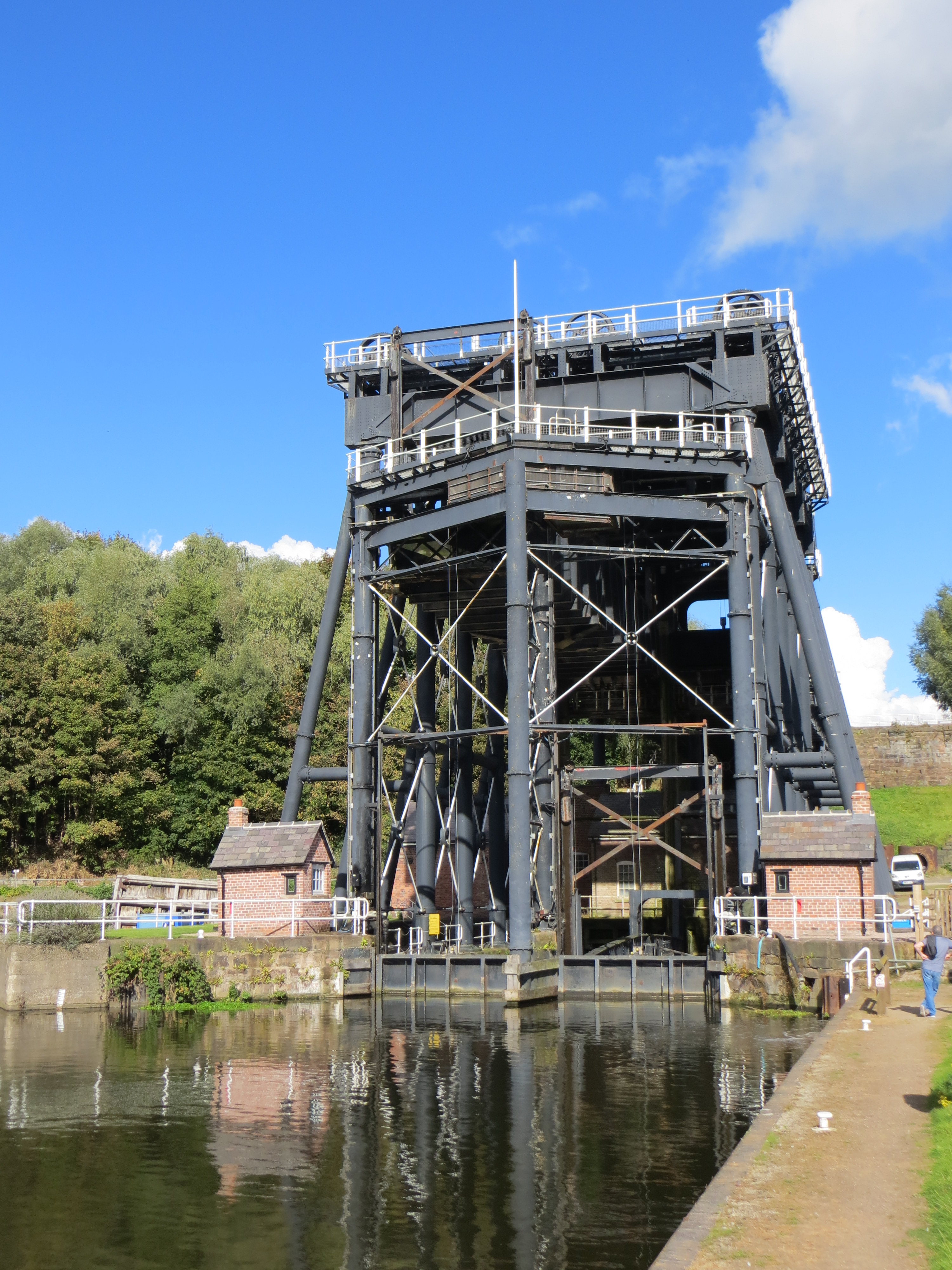
アンダートン・ボートリフト（2016年10月）

チェシャーの運河はもともと産業資材（主に化学物質）の輸送に利用されていたが、今日ではもっぱら観光用となっている。ロッチデール、アシュトン。ピーク・フォレスト、マクルズフィールド、トレント・アンド・マージー、ブリッジウォーターの各運河で構成される水路網はチェシャー・リングと呼ばれている。
1894年開通のマンチェスター・シップ運河は全長58キロメートルにおよび、マージー川河口部とマンチェスターをアーウェル川とマージー川経由で結ぶが、その間に州北部のランコーンやウォリントンを通過する。

## 出身有名人
- ルイス・キャロル - 作家、数学者
- スティーブ・ライト - 元プロレスラー
- ミスター・メタン - コメディアン
- ジョージ・マロリー - 登山家
- トラフォード・リー＝マロリー - イギリス空軍軍人。ジョージの弟
- エドワード・ライト - 救世軍大佐
- ジェシー・リンガード - サッカー選手
- メラニー・チズム - 歌手